# Kosmonument
Kosmonument je drugi studijski album finskog psihodeličnog black metal-sastava Oranssi Pazuzu. Album je 26. listopada 2011. godine objavila diskografska kuća Spinefarm Records.

## Popis pjesama
Tekstovi: Ontto. 
| 1.    | »Sienipilvi«                          | 5:57 |
| 2.    | »Komeetta«                            | 6:34 |
| 3.    | »Uusi olento nousee«                  | 5:21 |
| 4.    | »Luhistuva aikahäkki« (instrumental)  | 6:23 |
| 5.    | »Maavaltimo«                          | 5:42 |
| 6.    | »Siirtorata 100 10100« (instrumental) | 4:08 |
| 7.    | »Andromeda«                           | 8:57 |
| 8.    | »Loputon tuntematon«                  | 5:50 |
| 9.    | »Kaaos hallitsee«                     | 8:24 |
| 10.   | »∞« (instrumental)                    | 8:57 |
| 66:13 |                                       |      |

## Zasluge
Oranssi Pazuzu
- Korjak – bubnjevi
- Moit – gitara
- Evill – klavijature, orgulje, vokali, efekti
- Ontto – bas-gitara, vokali
- Jun-His – vokali, gitara

Dodatni glazbenici
- MN – prateći vokali (na pjesmama 1 i 3), produkcija
- Touko Santamaa – dodatni ritmovi (na pjesmama 1, 4 i 5)

Ostalo osoblje
- Samuli Jormanainen – inženjer zvuka, miksanje
- Jaakko Viitalähde – mastering
- Samuli Huttunen – logotip
- Olli Kiviluoto – naslovnica, dizajn